# تشيلسي (فيرمونت)
تشيلسي (بالإنجليزية: Chelsea, Vermont)‏ هي بلدة تقع في مقاطعة أورانج (فيرمونت) بولاية فيرمونت في الولايات المتحدة. تأسست عام 1781، تبلغ مساحتها 103.4 (كم²)، وترتفع عن سطح البحر 399 م، بلغ عدد سكانها 1250 نسمة في عام 2000 حسب إحصاء مكتب تعداد الولايات المتحدة وتصل الكثافة السكانية فيها 12.1 نسمة/كم2.

## أعلام
- ستانلي ك. ويلسون
- دانيال باك
- روبرت إس. ويليام
- جون يونغ

## وصلات خارجية
- Chelsea Vermont Official Town Website
- The US50 - Cities and Towns in Vermont State
- Vermont Cities and Towns, Facts, Map, Flag, Colleges, Government, and More